# Jedlik Ányos-díj (MVM)

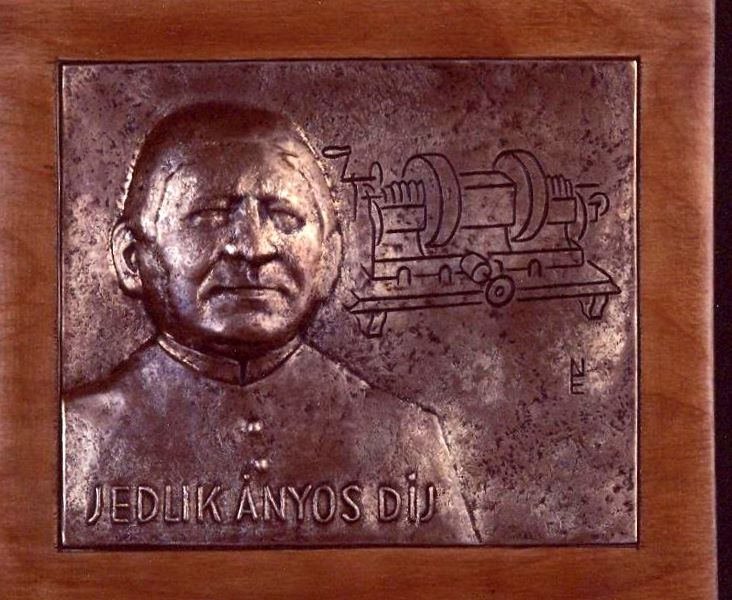
A Magyar Villamos Művek Tröszt Jedlik Ányos-díja

A Jedlik Ányos-díjat a Magyar Villamos Művek Tröszt alapította. Első alkalommal 1987. augusztus 20-án került átadásra, emlékeztetve a faluvillamosítás 1963. augusztus 20-i befejezésére. Ez volt a legkorábbi Jedlik Ányos-díj.

## A díj
Az eredeti kiírás szerint a díjból évente legfeljebb három kerülhetett odaítélésre. A díjazottak a MVMT dolgozóiból, vagy a MVMT tevékenységével összefüggésben kiemelkedő teljesítményt nyújtó szakemberekből kerülhettek ki.

## A plakett
- Formája: négyszögletes. Mérete: 125×105 mm. Anyaga: bronz. N. E. alkotása.

## A díjazottak
1987
- Forgács János mérnök, Országos Villamos Távvezeték Vállalat
- Horváth András mérnök, a Villamos Erőmű Tervező és Szerelő Vállalat (VERTESZ) főosztályvezetője
- Résch Pál mérnök, a Magyar Villamos Művek Tröszt főosztályvezetője

1988
- Bódi Béla mérnök, a Gagarin Hőerőmű vezérigazgatója
- Dienes Géza mérnök, a Magyar Villamos Művek Tröszt főosztályvezetője
- Schiller János mérnök, a Magyar Villamos Művek Tröszt vezérigazgatója

1989
- Meiner József és munkacsoportja, Országos Villamos Távvezeték Vállalat
- Dr. Tombor Antal mérnök, Magyar Villamos Művek Tröszt
- Varga Sándor könyvvizsgáló, a Magyar Villamos Művek Tröszt főosztályvezetője

1990
- Dr. Boczor István, Magyar Villamos Művek Tröszt
- Molnár József mérnök, a Budapesti Elektromos Művek főosztályvezetője
- Szabó Antal mérnök, a Déldunántúli Áramszolgáltató Vállalat vezérigazgató-helyettese
- Vámos György, a Budapesti Erőmű Rt. igazgatója
- Dr. Veszely Károly, a Pécsi Erőmű Rt. igazgatója

1991

1991-től a Jedlik Ányos-díjat nem adták ki.